# ピッチ・パーフェクト ラストステージ
『ピッチ・パーフェクト ラストステージ』（Pitch Perfect 3）は、2017年にアメリカ合衆国で製作されたミュージカルコメディ映画。2012年の映画『ピッチ・パーフェクト』、2015年の映画『ピッチ・パーフェクト2』の続編。米国慰問協会のツアーでステージを行うベラスを描く。

## キャスト
※括弧内は吹き替え声優。
- ベッカ・ミッチェル - アナ・ケンドリック（小林沙苗）
- パトリシア・"ファット・エイミー" - レベル・ウィルソン（品田美穂）
- オーブリー・ポセン - アンナ・キャンプ（本名陽子）
- クロエ・ベル - ブリタニー・スノウ（嶋村侑）
- エミリー・ジャンク - ヘイリー・スタインフェルド（清水理沙）
- カラミティ - ルビー・ローズ（西島麻紘）
- ステイシー・コンラッド - アレクシス・ナップ（織部ゆかり）
- シンシア＝ローズ・アダムス - エスター・ディーン
- リリー・オナクラマ - ハナ・メイ・リー（下山田綾華）
- フロレンシア・"フロ"・フエンテス - クリッシー・フィット
- ジェシカ - ケリー・ジェイクル
- アシュリー - シェリー・リグナー
- シカゴ - マット・ランター
- ファーガス - ジョン・リスゴー（福田信昭）
- テオ - ガイ・バーネット（高橋広樹）
- DJキャレド - 本人
- ジョン・スミス - ジョン・マイケル・ヒギンズ（青山穣）
- ゲイル・アバーナシー＝マッカデン＝フェインバーガー - エリザベス・バンクス（魏涼子）